# Kilmarnock Football Club 2024-2025
Questa voce raccoglie le informazioni riguardanti il Kilmarnock Football Club nelle competizioni ufficiali della stagione 2024-2025.

## Stagione
- In Scottish Premiership il Kilmarnock si classifica al 9º posto (44 punti) dietro al Motherwell e davanti al Dundee.
- In Scottish Cup viene eliminato al quarto turno dal Celtic (1-2).
- In Scottish League Cup viene eliminato al secondo turno dal Motherwell (0-1).
- In Europa League viene eliminato al secondo turno di qualificazione dai belgi del Cercle Bruges (1-2 complessivo), passando alle qualificazioni di Conference League.
- In Conference League dopo aver sconfitto al terzo turno di qualificazione i norvegesi del Tromsø (3-2 complessivo), viene eliminato agli spareggi qualificazione dai danesi del Copenaghen (1-3 complessivo).

## Maglie e sponsor
Il fornitore tecnico per la stagione 2023-2024 è Hummel, mentre lo sponsor ufficiale è James Frew Ltd
| Casa | Trasferta | Terza divisa |

## Rosa
| N. |                             | Ruolo | Calciatore         |
| -- | --------------------------- | ----- | ------------------ |
| 1  | Irlanda (bandiera)          | P     | Kieran O'Hara      |
| 3  | Irlanda (bandiera)          | D     | Corrie Ndaba       |
| 4  | Galles (bandiera)           | D     | Joe Wright         |
| 5  | Scozia (bandiera)           | D     | Lewis Mayo         |
| 6  | Scozia (bandiera)           | D     | Robbie Deas        |
| 7  | Scozia (bandiera)           | C     | Rory McKenzie      |
| 8  | Irlanda del Nord (bandiera) | C     | Brad Lyons         |
| 9  | Irlanda del Nord (bandiera) | A     | Kyle Vassell       |
| 10 | Irlanda del Nord (bandiera) | C     | Matty Kennedy      |
| 11 | Scozia (bandiera)           | A     | Daniel Armstrong   |
| 12 | Scozia (bandiera)           | C     | David Watson       |
| 14 | Scozia (bandiera)           | C     | Gary Mackay-Steven |

| N. |                             | Ruolo | Calciatore        |
| -- | --------------------------- | ----- | ----------------- |
| 15 | Scozia (bandiera)           | C     | Fraser Murray     |
| 16 | Scozia (bandiera)           | C     | Kyle Magennis     |
| 17 | Scozia (bandiera)           | D     | Stuart Findlay    |
| 18 | Scozia (bandiera)           | A     | Innes Cameron     |
| 19 | Scozia (bandiera)           | A     | Bruce Anderson    |
| 20 | Scozia (bandiera)           | P     | Robby McCrorie    |
| 21 | Scozia (bandiera)           | D     | Calvin Ramsay     |
| 22 | Irlanda del Nord (bandiera) | D     | Liam Donnelly     |
| 23 | Galles (bandiera)           | C     | Marley Watkins    |
| 24 | Scozia (bandiera)           | A     | Bobby Wales       |
| 31 | Scozia (bandiera)           | C     | Liam Polworth     |
| 51 | Inghilterra (bandiera)      | D     | Oliver Bainbridge |